# Furnarius torridus
El hornero castaño (Furnarius torridus), llamado también hornero de pico pálido (en Perú), hornero piquiclaro u hornero picopálido (en Colombia), es una especie de ave paseriforme de la familia Furnariidae, perteneciente al género Furnarius. Es nativo del occidente de la cuenca del Amazonas en América del Sur. 

## Distribución y hábitat
Se distribuye principalmente a lo largo de los ríos Amazonas, Napo y Ucayali, en el extremo noreste de Ecuador (Lagartococha), noreste de Perú, extremo sureste de Colombia y extremo oeste de la Amazonia brasileña.
Esta especie es considerada rara y local en su hábitat natural, los bosques riparios, de várzea e islas ribereñas, especialmente las antiguas o de media antigüedad, hasta los 1100 m de altitud.

## Sistemática

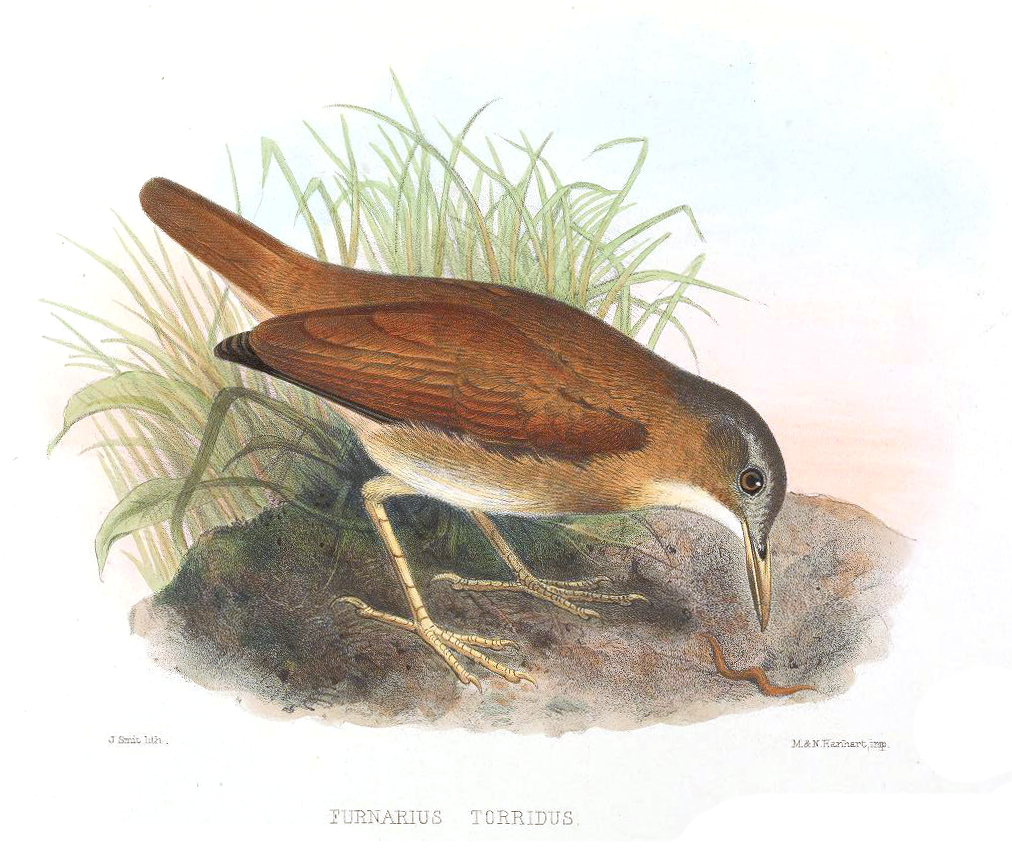
Furnarius torridus, ilustración de Joseph Smit, en Exotic ornithology: containing figures and descriptions of new or rare species of American birds, 1869.

### Descripción original
La especie F. torridus fue descrita por primera vez por los zoólogos británicos Philip Lutley Sclater y Osbert Salvin en 1866 bajo el mismo nombre científico; su localidad tipo es «Río Ucayali, Perú».

### Etimología
El nombre genérico masculino «Furnarius» deriva del latín «furnarius» que significa ‘panadero’, o «furnus» que significa ‘horno’; en referencia al distintivo nido de las especies del género; y el nombre de la especie «torridus», en latín significa ‘tórrido’, ‘quemado’.

### Taxonomía
Puede ser hermana del par formado por Furnarius figulus y F. leucopus. Ya ha sido considerada conespecífica con F. leucopus (en el pasado, hasta fue tratada como un morfo oscuro de esta especie), pero ambas ocurren simpátricamente en el noreste de Perú. Es monotípica.